# ایران و حمله روسیه به اوکراین
ایران در جریان حمله روسیه به اوکراین، برای روسیه پهپادهای انتحاری نظیر شاهد ۱۳۱ و شاهد ۱۳۶ فراهم کرده‌است. کشورهای غربی، ایران را به نقض قطعنامه ۲۲۳۱ شورای امنیت سازمان ملل متهم می‌کنند. وزیر امورخارجه ایران، در ۱۴ آبان ۱۴۰۱ گفت که ایران پیش از جنگ اوکراین پهپادهایی را به روسیه فروخته‌است.

## پیش‌زمینه

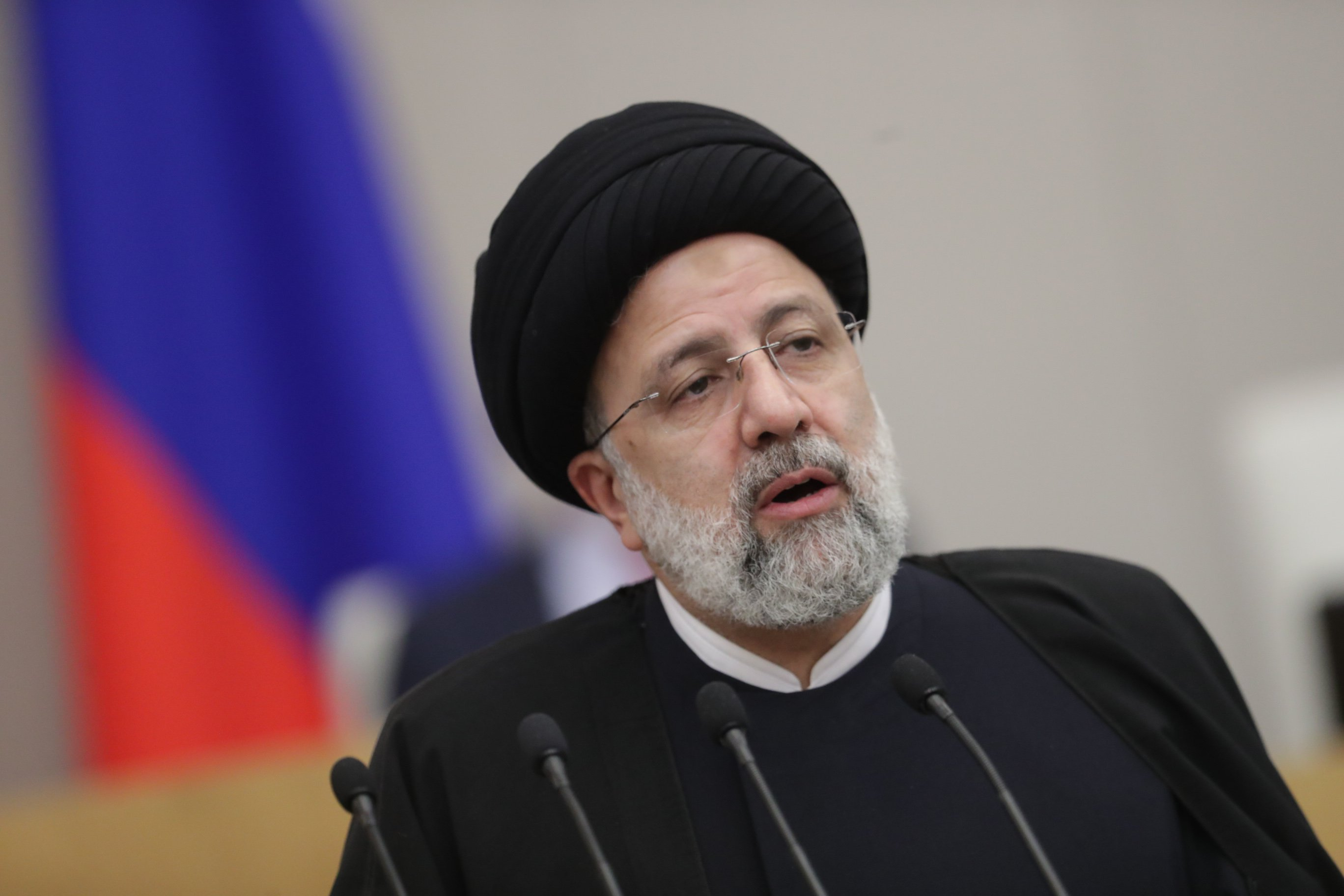
ابراهیم رئیسی رئیس‌جمهور ایران در جلسه دومای روسیه در ۲۰ ژانویه ۲۰۲۲

قطعنامه ۲۲۳۱ شورای امنیت سازمان ملل متحد تحریم تسلیحاتی ایران را در سال ۲۰۱۵ وضع کرد. تحریم تسلیحات متعارف ایران در اکتبر ۲۰۲۰ به پایان رسید، اما محدودیت‌های ایران در مورد موشک‌ها و فناوری‌های مرتبط تا اکتبر ۲۰۲۳ برقرار است.
ابراهیم رئیسی رئیس‌جمهور ایران در ۲۹ ژانویه ۲۰۲۲ در دومای روسیه سخنرانی کرد. وی در این سخنرانی ناتو را محکوم کرد و آن را به «نفوذ در مناطق مختلف جغرافیایی با پوشش‌های جدید که منافع مشترک کشورهای مستقل را تهدید می‌کند» متهم کرد. و بر روابط تأکید کرد

## واکنش‌ها
- در ۱۹ اسفند ۱۴۰۱: سی‌ان‌ان به نقل از چهار منبع مدعی شده که روسیه برخی از سلاح‌های ارسال‌شده از سوی آمریکا و ناتو را که از میدان‌های نبرد اوکراین تصاحب کرده را به ایران ارسال کرده‌است. منابع مورد استناد سی‌ان‌ان مدعی شده‌اند، آمریکا معتقد است که ایران برای مهندسی معکوس سامانه‌های این تسلیحات تلاش خواهد کرد. مطابق این گزارش، ناتو و آمریکا طی یک سال گذشته شاهد موارد متعددی بوده‌اند که طی آن نیروهای روسیه سلاح‌های دوش‌پرتاب مانند موشک‌های جاولین و استینگر را که اوکراینی‌ها در میدان‌های نبرد رها کرده بودند را تصاحب کرده‌اند. روسیه در بسیاری از موارد این تسلیحات را برای جدا کردن قطعات و تحلیل آن به ایران ارسال کرده‌اند تا نمونه‌های مشابه آن توسط نیروهای مسلح ایران ساخته شود.[۵]
- در ۲ تیر ۱۴۰۲: جوزپ بورل، مسئول سیاست خارجی اتحادیه اروپا، اعلام کرد که در بسته یازدهم تحریم‌ها علیه روسیه چهار شرکت ایرانی تولیدکننده پهپاد نیز به دلیل ارائه پهپاد به این کشور برای حمله به اوکراین تحریم شدهاند. بورل روز جمعه دوم تیر ماه اعلام کرد فهرست تحریم‌های جدید اتحادیه اروپا در ارتباط با تهاجم روسیه به اوکراین، شامل چهار شرکت ایرانی است که هواپیماهای بدون سرنشین تولید می‌کنند و در اختیار روسیه قرار می‌دهند. او افزود سایر نهادهای کشور ثالث درگیر در دور زدن تحریم‌های تجاری و برخی نهادهای روسیه که در توسعه، تولید و تأمین قطعات الکترونیکی برای بخش نظامی و صنایع روسیه نقش دارند، تحریم شدهاند.[۶]
- در ۱۶ تیر ۱۴۰۲: در جلسه پنجشنبه شورای امنیت که برای بررسی اجرای قطعنامه ۲۲۳۱ برگزار شده بود. آمریکا، بریتانیا و فرانسه به تندی از برنامه موشکی ایران و همکاری تسلیحاتی آن با روسیه، از جمله کاربرد پهپادهای ایرانی در جنگ اوکراین انتقاد کردند. این سه قدرت غربی، فعالیت‌های مطرح شده را مغایر این قطعنامه دانستند و خواستار بررسی آن به وسیله دبیرکل سازمان ملل شدند.[۷]
- در ۲۰ تیر ۱۴۰۲: درپی نشست سران ناتو در ویلنیوس پایتخت لیتوانی، بیانیه‌ای دربارهٔ ایران نیز صادر شد. بیانیه ناتو مطالبی دربارهٔ کمک نظامی ایران به روسیه در جنگ اوکراین مطرح کرده‌است. در بیانیه ۳۱ عضو ناتو آمده‌است: ما از ایران می‌خواهیم که حمایت نظامی خود را از روسیه، به ویژه با انتقال پهپاد متوقف کند.[۸]
- در ۳۰ تیر ۱۴۰۲: مطابق با تدابیر محدودکننده جدید، اتحادیه اروپا از صادارات قطعاتی که در ساخت و تولید پهپاد به کار می‌روند، به ایران منع شده‌است. این تدابیر همچنین علیه اشخاصی که حامی و برنامه پهپادی ایران بوده یا در آن دخیل هستند، می‌تواند اعمال شوند و شامل محدودیت‌های مسافرتی و همچنین توقیف اموال می‌شوند. این تدابیر جدید مکمل سه بسته تحریمی پیشین اتحادیه اروپا علیه اشخاص و نهادهای دخیل در برنامه پهپادی هستند. شورای اروپا همچنین تصمیم گرفت که شش ایرانی را به دلیل آنچه که حمایت از تهاجم روسیه علیه اوکراین با استفاده پهپاد و همچنین حمایت از سوریه با استفاده از سیستم ضدهوایی خواند به دو لیست تحریمی موجود اضافه کند.[۹][۱۰]

## ارسال پهپاد به روسیه
به روسیه است. در ۱۱ ژوئیه، و دوباره در ۱۷ ژوئیه، با کم شدن منابع هواپیماهای بدون سرنشین روسیه، مقامات ایالات متحده گفتند که ایران در حال برنامه‌ریزی برای ارائه هواپیماهای بدون سرنشین روسیه است. تا ۱۷ اکتبر، با از دست دادن موقعیت روسیه در برابر حملات ضد حمله اوکراین در شرق و جنوب، روسیه پهپادهای انتحاری ایرانی را به دست‌آورد که از آنها برای حمله به زیرساخت‌های غیرنظامی استفاده می‌کرد.

تا ۱۸ اکتبر، مقامات نظامی ایران در کریمه بودند و به روسیه برای استفاده از پهپادهای ایرانی کمک می‌کردند. در ۱۶ اکتبر، واشینگتن پست گزارش داد که ایران قصد دارد هم پهپاد و هم موشک به روسیه بدهد. در ۲۱ نوامبر، وزارت دفاع اوکراین گفت که طبق گزارش‌های مطبوعات اسرائیل، اسرائیل ممکن است با انتقال موشک‌های کوتاه‌برد و میان‌برد به اوکراین پاسخ دهد در ۱۸ اکتبر ۲۰۲۲، وزارت امور خارجه ایالات متحده ایران را به نقض قطعنامه ۲۲۳۱ شورای امنیت سازمان ملل متحد با فروش هواپیماهای بدون سرنشین شاهد ۱۳۱ و شاهد ۱۳۶ به روسیه متهم کرد، با ارزیابی‌های مشابه فرانسه و بریتانیا موافقت کرد. سفیر ایران در سازمان ملل متحد در روزهای ۱۹ و ۲۴ اکتبر با نامه نگاری به شورای امنیت سازمان ملل پاسخ داد که این تفسیر اشتباهی از بند ۴ ضمیمه B قطعنامه است که به وضوح بیان می‌کند که در مورد مواردی اعمال می‌شود که «می‌توانند به توسعه هسته‌ای کمک کنند».
سیستم‌های تحویل سلاح، که این پهپادها نتوانستند ایران ارسال سلاح برای استفاده در جنگ اوکراین را تکذیب کرد. در ۲۲ اکتبر، فرانسه، بریتانیا و آلمان رسماً خواستار تحقیق توسط تیم سازمان ملل متحد مسئول قطعنامه ۲۲۳۱ شدند. در ۱ نوامبر، سی‌ان‌ان گزارش داد که ایران در حال آماده شدن برای ارسال موشک‌های بالستیک و سایر سلاح‌ها به روسیه برای استفاده در اوکراین است. در ۲۱ نوامبر، سی‌ان‌ان گزارش داد که یک ارزیابی اطلاعاتی به این نتیجه رسیده‌است که ایران قصد دارد به روسیه کمک کند تا تولید پهپادهای طراحی شده توسط ایران در روسیه را آغاز کند. کشوری که ارزیابی اطلاعاتی را انجام می‌دهد نامی برده نشده‌است.

### حملات پهپادی
روسیه از پهپادهای ایرانی در حمله به کی‌یف در ۲۸ مه ۲۰۲۳ استفاده کرد. اوکراین اعلام کرد که همه پهپادها را به جز یکی سرنگون کرده، با این حال یک نفر تلفات داده‌است. در جریان حمله دیگری در ۲۰ ژوئن از ۳۵ پهپاد شاهد استفاده شد که ۳۲ مورد از آنها توسط اوکراین سرنگون شد.

### پاسخ اوکراینی
در ۳ نوامبر، اوکراین به ایران هشدار داد که در صورت ادامه دادن ارسال تسلیحات به روسیه، انتظار پاسخی «کاملاً بی‌رحمانه» را داشته باشد. در ۲۴ نوامبر، اوکراین اعلام کرد که شماری از مستشاران نظامی ایرانی در کریمه کشته شده‌اند. در این بیانیه آمده‌است که ایرانیان در سرزمین‌های اشغالی توسط روسیه همچنان مورد هدف قرار خواهند گرفت.
در ۲۴ مه ۲۰۲۳، ولودیمیر زلنسکی، رئیس‌جمهور اوکراین از مردم ایران خواست تا با دولت ایران مخالفت کنند. او همچنین از آن‌ها خواست با «شیطانی مانند روسیه متجاوز» همدست نباشند.

## نیروهای ایرانی در اوکراین
در ۲۱ اکتبر، یک بیانیه مطبوعاتی کاخ سفید اعلام کرد که نیروهای ایرانی در کریمه هستند و به روسیه در انجام حملات پهپاد علیه غیرنظامیان و زیرساخت‌های غیرنظامی کمک می‌کنند. در ۲۴ نوامبر مقامات اوکراینی گفتند که ارتش ده ایرانی را کشته‌است و هرگونه حضور نظامی بیشتر ایران در اوکراین را هدف قرار خواهد داد. مؤسسه مطالعات جنگ ارزیابی کرد که این افراد احتمالاً پرسنل سپاه پاسداران انقلاب اسلامی یا وابسته به سپاه هستند، زیرا این تشکیلات اپراتور اصلی پهپادهای ایرانی است.